# Czubin
Czubin – wieś sołecka w Polsce położona w województwie mazowieckim, w powiecie pruszkowskim, w gminie Brwinów.
Wieś szlachecka Czubino położona była w drugiej połowie XVI wieku w powiecie błońskim ziemi warszawskiej województwa mazowieckiego. W latach 1975–1998 miejscowość administracyjnie należała do województwa warszawskiego.

## Linki zewnętrzne

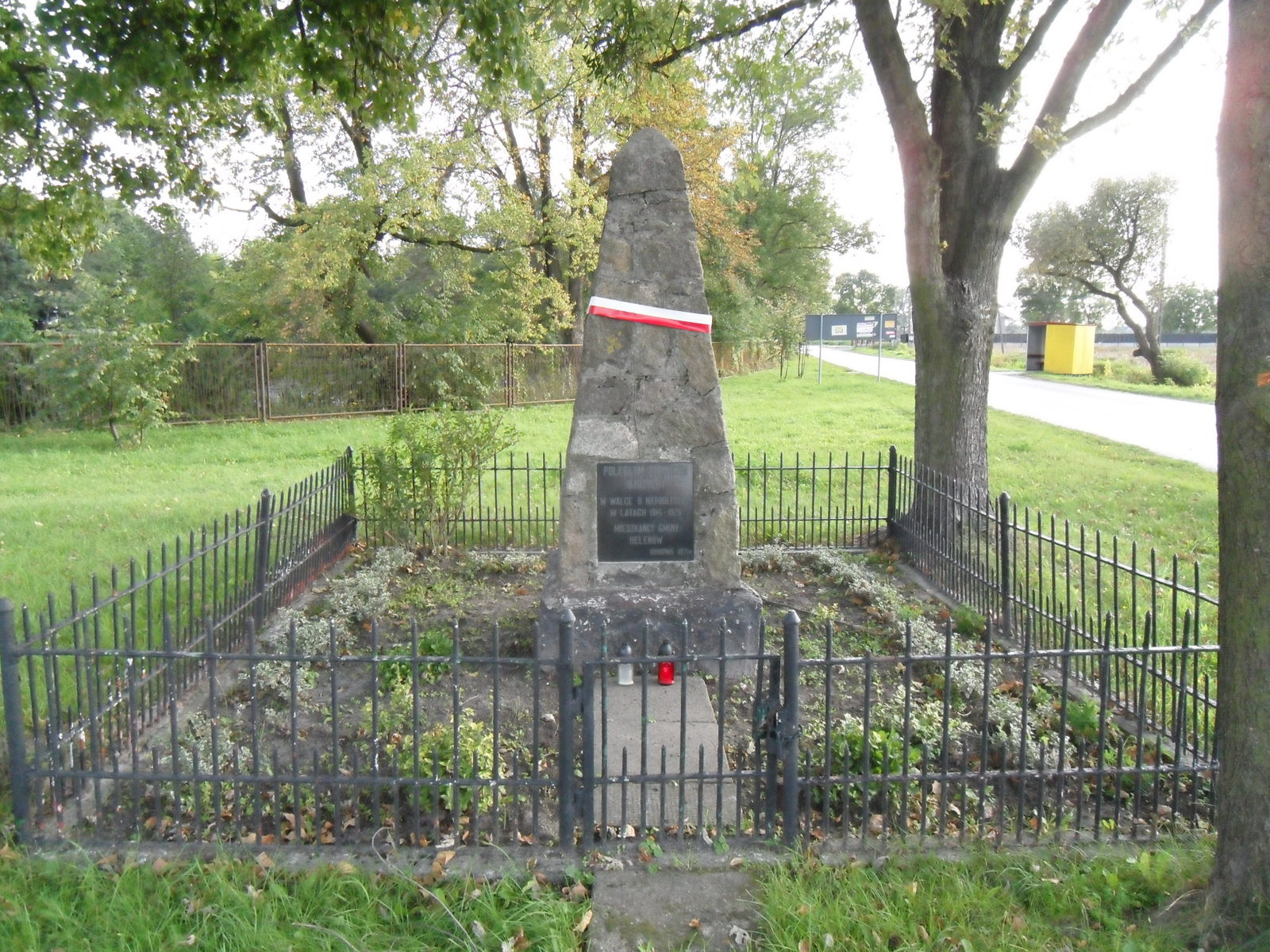
Pomnik ku czci poległych w latach 1914-1920